# Tour de France für Automobile 1978
Die Tour de France für Automobile 1978 wurde als Etappenrennen für Automobile vom 16. bis 21. September in Frankreich ausgetragen.
Die Tour Auto wurde in diesem Jahr in Biarritz gestartet und führte über fünf Etappen und 4150 km nach Nizza. 48 Sonderprüfungen mussten die 74 Teilnehmer bewältigen, von denen 27 das Ziel erreichten. Etappenorte waren Cahors, Limoges, Villeurbanne und Valence.
Als Favoriten ging der Vorjahressieger Bernard Darniche ins Rennen, der wieder einen Lancia Stratos steuerte. Als härteste Gegner wurden Jean-Claude Andruet (Fiat 131 Abarth), Bernard Béguin (Porsche Carrera) und Jean-Pierre Nicolas (Ford Escort RS) eingestuft, die jedoch – genauso wie Darniche – das Ziel in Nizza nicht erreichten. Der Gesamtsieg ging daher erstmals an ein Damenteam. Michèle Mouton siegte auf einem Fiat 131 Abarth und holte sich neben dem Klassensieg in der Gruppe 4 auch den Coupe des Dames. 

## Die ersten sechs der Gesamtwertung
| Pl. | Fahrer                    | Copilot           | Fahrzeug          |
| --- | ------------------------- | ----------------- | ----------------- |
| 1   | Michèle Mouton            | Françoise Conconi | Fiat 131 Abarth   |
| 2   | Jean-Louis Clarr          | Tilber            | Opel Kadett GTE   |
| 3   | Chris Sclater             | Martin Holmes     | Vauxhall Chevette |
| 4   | Jean-Sébastien Couloumies | Jean-Bernard Vieu | Oper Kadett GTE   |
| 5   | Christian Dorche          | Gérard Roncin     | Opel Kadett GTE   |
| 6   | Christian Gardavot        | Claude Ferrato    | Porsche Carrera   |

## Klassensieger
| Klasse   | Fahrer                    | Copilot           | Fahrzeug        | Platzierung im Gesamtklassement |
| -------- | ------------------------- | ----------------- | --------------- | ------------------------------- |
| Gruppe 4 | Michèle Mouton            | Françoise Conconi | Fiat 131 Abarth | Gesamtsieg                      |
| Gruppe 3 | Christian Gardavot        | Claude Ferrato    | Porsche Carrera | Rang 6                          |
| Gruppe 2 | Jean-Sébastien Couloumies | Jean-Bernard Vieu | Oper Kadett GTE | Rang 4                          |
| Gruppe 1 | Jean-Louis Clarr          | Tilber            | Opel Kadett GTE | Rang 2                          |